# Ulica Armii Krajowej w Lublinie
Ulica Armii Krajowej w Lublinie – jedna z dużych arterii komunikacyjnych, położona w lubelskiej dzielnicy Czuby. Stanowi fragment obwodnicy miejskiej.

## Przebieg
Rozpoczyna się skrzyżowaniem z ulicą Bohaterów Monte Cassino (zarazem jako jej kontynuacja w ciągu obwodnicy), a kończy rondem im. bł. księdza Emiliana Kowcza przy ulicy Jana Pawła II. Ulica przebiega między osiedlami: Błonie, Ruta oraz Łęgi. Ulica zbudowana jest w systemie dwujezdniowym, po dwa pasy ruchu w każdym kierunku.

## Nazwa
Nazwa ulicy została nadana w hołdzie żołnierzom AK.

## Komunikacja miejska

### Historia
W latach 2006 – 2007 na odcinku od ulicy Orkana do Bohaterów Monte Cassino zbudowano trakcję trolejbusową.

### Linie
Ulicą kursują linie komunikacji miejskiej:

#### Autobusowe
- na całej długości ulicy:  14, 26, 38, 50,
- na odcinku Bohaterów Monte Cassino – Orkana: 57
- na odcinku Orkana – Jana Pawła II: 45, N2 (linia nocna).

#### Trolejbusowe
- na odcinku Bohaterów Monte Cassino – Orkana: 153, 154
- całość ulicy: 159, 162, 950